# Alamánnos
Alamánnos (Alamannos) är en ort i Grekland.   Den ligger i prefekturen Nomós Korinthías och regionen Peloponnesos, i den sydöstra delen av landet, 70 km väster om huvudstaden Aten. Alamánnos ligger 205 meter över havet och antalet invånare är 170.
Terrängen runt Alamánnos är kuperad, och sluttar norrut. Runt Alamánnos är det ganska glesbefolkat, med 23 invånare per kvadratkilometer. Närmaste större samhälle är Korinth, 11,0 km norr om Alamánnos. 